# حزب بوم‌شناسی روسیه «سبزها»
حزب بوم‌شناسی روسیه «سبزها» (آ. ب. ر «سبزها»؛ روسی: Российская экологическая партия Зелёны، ت. «Rossiyskaya ekologicheskaya partija Zelyonyye») یک حزب بوم‌شناسی در فدراسیون روسیه است. این حزب در سال ۱۹۹۲ به‌عنوان جنبش سازنده-بوم‌شناسی روسیه «کدر» (کدر; روسی: Конструктивно-экологическое движение России Кедр، ت. «Konstruktivno-ekologicheskoye dvizheniye Rossii Kedr») تأسیس شد. در سال ۲۰۰۲، حزب به حزب بوم‌شناسی روسیه «سبزها» تبدیل شد. این حزب در انتخابات ریاست‌جمهوری روسیه ۲۰۱۸ از ولادیمیر پوتین حمایت کرد.

## تاریخچه
در انتخابات منطقه‌ای روسیه در سال ۲۰۰۷، «سبزها» ۷٫۵۸٪ از آرا را در اوبلاست سامارا به‌دست آوردند و توانستند نمایندگان خود را در دوما منطقه‌ای سامارا انتخاب کنند.
قبل از انتخابات پارلمانی روسیه در سال ۲۰۰۷، کمیسیون مرکزی انتخاباتی روسیه تصمیم گرفت که حزب بوم‌شناسی روسیه «سبزها» نمی‌تواند در انتخابات شرکت کند و این موضوع به‌دلیل تعداد بالای امضاهای جعلی ادعاشده (۱۷٪، بیش از ۵٪ مجاز) در فهرست حامیانشان بود.
در سال ۲۰۰۸، پانزدهمین کنگره حزب تصمیم به تبدیل حزب به جنبش بوم‌شناسی روسیه «سبزها» (Российское экологическое движение «Зеленые») گرفت. این کنگره به همه اعضا و حامیان حزب توصیه کرد که به حزب روسیه عادل بپیوندند.
در سال ۲۰۱۲، اعضا با یکدیگر دیدار کردند و تصمیم به ثبت به‌عنوان حزب و نه به‌عنوان جنبش اجتماعی گرفتند. این تصمیم با موفقیت اجرا شد و حزب ثبت شد.
این حزب در انتخابات ریاست‌جمهوری روسیه ۲۰۱۸ از پوتین حمایت کرد.

## تغییر رهبری
در تاریخ ۱۵ مه ۲۰۲۱، یک کنگره فوق‌العاده حزب در هتل رئیس‌جمهور در مسکو برگزار شد که بیش از ۸۰ نماینده از ۵۳ منطقه در آن شرکت کردند. اعضایی که پیش از کنگره از حزب اخراج شده بودند، به حزب بازگشتند.
کنگره، آندری ناگیبین را به‌عنوان رئیس جدید و رهبر حزب بوم‌شناسی روسیه «سبزها» انتخاب کرد. ناگیبین همچنین مدیر جنبش سراسری «پاتروِل سبز» است و جایگزین آناتولی پانفیلوف در این سمت شد. کنگره همچنین چند رئیس مشترک را انتخاب کرد که شامل سرگئی ریون، فضانورد آزمایشی و رئیس شورای شعبه منطقه‌ای باشقیرستان، و روفینا شگاپوا، نماینده مجمع ایالتی - کورتلای جمهوری باشقیرستان، و همچنین سرگئی شاخماتوف، رئیس شورای شعبه منطقه‌ای کراسنویارسک و عضو شورای شهر کراسنویارسک، و پیتر هیرپین، مدیر مؤسسه دولتی بودجه فدرال «ذخیره‌گاه دولتی کرونوتسکی» می‌شود. این کنگره نسخه جدیدی از اساسنامه حزب را تصویب کرد.
در تاریخ ۲۹ آوریل ۲۰۲۱، وب‌سایت رسمی حزب «سبزها» بیانیه‌ای از رئیس خود، پانفیلوف، منتشر کرد. در این بیانیه، وی اعلام کرد که گروهی به رهبری شخصی به نام کوماروف به دستور مقامات دولتی، توطئه‌ای برای تصرف حزب طراحی کرده‌اند تا مانع از شرکت آن در انتخابات دوما در سال ۲۰۲۱ شوند.
در تاریخ ۱۲ مه ۲۰۲۱، شورای مرکزی حزب، سرگئی شاخماتوف، معاون سابق وزیر منابع کراسنویارسک را به‌دلیل شرکت در تلاش برای تصرف غیرقانونی حزب از حزب اخراج کرد.
گروهی که در تلاش برای تصرف حزب بودند، بیانیه‌ای به رسانه‌ها ارسال کردند و اعلام کردند که در تاریخ ۱۵ مه در «هتل رئیس‌جمهور» یک کنگره غیرقانونی حزب برگزار شده است؛ در این کنگره، تصمیم به برکناری رهبری سابق و تغییر اساسنامه اتخاذ شد، که این موضوع مانع از شرکت حزب در انتخابات دوما در تاریخ ۱۹ سپتامبر ۲۰۲۱ خواهد شد، زیرا اساسنامه باید حداقل یک سال قبل از انتخابات ارائه شود.
«کنگره قانونی» حزب قرار بود در تاریخ‌های ۲۱ و ۲۲ مه ۲۰۲۱ در هتل کاسموس برگزار شود.
وزارت دادگستری فدراسیون روسیه، تصمیم کنگره فوق‌العاده ۱۵ مه ۲۰۲۱ را قانونی شناخت و تغییرات در رهبری و آدرس قانونی در ثبت‌نام یکپارچه اشخاص حقوقی ثبت شد.
در تاریخ ۲۸ اکتبر ۲۰۲۳، کنگره فوق‌العاده دیگری از حزب سبزها برگزار شد. در نتیجه، آندری ناگیبین همچنان در سمت رئیس حزب باقی ماند. رئیس‌های مشترک حزب شامل روفینا شگاپوا، رئیس شورای شعبه منطقه‌ای باشقیرستان و نماینده مجمع ایالتی - کورتلای جمهوری باشقیرستان، سرگئی شاخماتوف، رئیس شورای شعبه منطقه‌ای کراسنویارسک و الکساندرا کودزاگوا، رئیس شورای شعبه منطقه‌ای مسکو بودند.